# 2017 en Ontario
Chronologie de l'Ontario
- 2013
- 2014
- 2015
- 2016
- 2017
- 2018
- 2019
- 2020
- 2021

Cette page concerne des événements d'actualité qui se sont produits durant l'année 2017 dans la province canadienne de l'Ontario.

## Politique
- Première ministre: Kathleen Wynne (Parti libéral)
- Chef de l'Opposition: Patrick W. Brown (Parti progressiste-conservateur)
- Lieutenant-gouverneur: Elizabeth Dowdeswell
- Législature: 41e

## Événements

### Avril
- 3 avril : élection partielle fédérale dans les circonscriptions de Markham—Thornhill et Ottawa—Vanier. Le résultat se solde par un statu quo pour les partis politiques.

- Le revenu universel sera testé en Ontario[1].

### Juin
- 1er juin : Le progressiste-conservateur et conseiller municipaux Ross Romano (en) remporte l'élection partielle dans la circonscription provinciale de Sault Ste. Marie. Il a obtenu 40 % du vote.

## Décès
- Dimanche 1er janvier : Stuart Hamilton (en), 87 ans, musicien et radiodiffuseur (° 28 septembre 1929).
- Lundi 2 janvier : Tom Harpur, 87 ans, auteur, animateur de télévision, journaliste et théologien (° 14 avril 1929).
- Mardi 3 janvier : Mike Buchanan (en), 84 ans, défenseur de hockey sur glace (° 1er mars 1932).
- Mercredi 4 janvier : Milt Schmidt, joueur de hockey sur glace (° 5 mars 1918).